# Iosefo Masi
Pour les articles homonymes, voir Masi.

a Compétitions nationales et continentales officielles uniquement.

b Matchs officiels uniquement.
Dernière mise à jour le 14 février 2025.
Iosefo Masi ou Iosefo Masikau, né le 9 mai 1998 à Waitabu (Fidji), est un joueur international fidjien de rugby à XV jouant principalement au poste de centre avec les Fijian Drua en Super Rugby.
Également joueur de l'équipe des Fidji de rugby à sept, il est champion olympique dans cette discipline en 2020 et vainqueur de la Coupe du monde de rugby à sept 2022. Polyvalent, il aussi joué pendant une courte période au rugby à XIII.

## Biographie

### Jeunesse et formation
Durant son enfance, Iosefo Masi s'intéresse seulement au football, avant de commencer à jouer au rugby après son entrée au Holy Cross College. Devenu passionné par le rugby, il représente la Suva Grammar School chez les moins de 18 ans.

### Carrière en club
Entre 2017 et 2020, Iosefo Masi joue des tournois locaux de rugby à sept avec le club de Tabadamu.
En 2022, il est invité pour s'entraîner avec l'équipe de rugby à XIII en NRL des North Queensland Cowboys et joue pour les Townsville Blackhawks (en) en Queensland Cup.
Finalement, il fait ses débuts au plus niveau en rugby à XV en 2023 en intégrant l'effectif des Fijian Drua pour la saison de Super Rugby et disputant son premier match contre les Melbourne Rebels. Durant sa première saison, il marque trois essais contre les Moana Pasifika (victoire 47-46). Pour sa première saison, il inscrit un total de neuf essais en quatorze rencontres en étant titulaire lors de tous ses matchs.

### Carrière internationale
En 2020, remarqué lors du tournoi Fiji Bitter Marist 7s, Iosefo Masi est ainsi sélectionné avec l'Équipe des Fidji de rugby à sept. Avec cette équipe, il remporte le titre de champion olympique aux Jeux de Tokyo 2020, marquant un essai en six matchs et gagne un an plus tard la Coupe du monde de rugby à sept.
Iosefo Masi obtient sa première cape internationale avec les Flying Fijians en 2023 contre les Samoa lors d'un test match.
En août 2023, il est retenu dans le groupe de 33 joueurs sélectionnés pour participer à la Coupe du monde en France. Durant le Mondial, il prend part à deux rencontres des Fidji en tant que remplaçant, y compris le quart de finale contre l'Angleterre.

## Statistiques en équipe nationale
- 4 sélections avec les Fidji depuis 2023, dont 2 en tant que titulaire[4].
- 5 points (1 essai).
- Participation à la Coupe du monde en 2023 (2 matchs).

## Palmarès
- Fidji à sept
  -  Médaille d'or aux Jeux olympiques d'été en 2020.
  -  Vainqueur de la Coupe du monde en 2022.
  -  Vainqueur des Oceania Sevens en 2021[10].
  -  Médaille d'argent aux Jeux olympiques d'été en 2024.